# August Häfeli
August Häfeli (Leuzigen, 29 maggio 1887 – Thun, 5 giugno 1960) è stato un ingegnere aeronautico svizzero.
Autore di numerosi progetti, realizzò inizialmente la serie dei C-Typ per l'allora azienda tedesco imperiale AGO Flugzeugwerke caratterizzata dall'inusuale configurazione ad elica spingente e doppia trave di coda e collaborando alla principale azienda aeronautica svizzera, la Eidgenössischen Konstruktionswerkstätten (EKW), di Thun dove svolse gran parte della sua attività nel settore aeronautico.

## Biografia
Dopo essersi trasferito a Mümliswil frequentò le scuole primarie a Balsthal per iscriversi in seguito alla facoltà di ingegneria presso l'università di Burgdorf. Conseguita la laurea in ingegneria indirizzò la sua curiosità verso l'aviazione che in quegli anni stava uscendo dalla sua prima fase pionieristica. Per approfondire la sua conoscenza si trasferì in Belgio, più precisamente a Belford, Bruxelles e Liegi.
Nel 1912 si trova a Parigi presso la Société des avions Henri & Maurice Farman dove collaborò allo sviluppo dei primi biplani prodotti dall'azienda francese. Nel 1914 lascia la Francia per accettare l'invito del tedesco Gustav Otto di recarsi a Berlino, nell'allora Impero tedesco, per assumere l'incarico di direttore dell'ufficio tecnico nonché un posto dirigenziale nella neofondata AGO Flugzeugwerke.
L'incarico ebbe breve durata in quanto le conseguenze della crisi di luglio e l'entrata tedesca nella prima guerra mondiale a fianco degli Imperi centrali costrinsero Häfeli a rientrare in Svizzera, nazione che non si era schierata dichiarando la propria neutralità. Tuttavia, benché non coinvolta nel conflitto, per difendere il territorio nazionale da eventuali sconfinamenti si rese necessario costituire un'aeronautica militare in quanto i pochi velivoli presenti in territorio nazionale, con un'unica eccezione in carico all'Esercito svizzero, erano essenzialmente di proprietà di privati ed inadatti a ricoprire ruoli in ambito militare. Al fine di sopperire a questa inferiorità nell'estate del 1915 venne offerto ad Häfeli la gestione di un reparto aeronautico della Eidgenössischen Konstruktionswerkstätten (EKW) con l'obiettivo di sviluppare i velivoli con cui costituire le Truppe d'aviazione dell'Esercito svizzero.
Trasferitosi a Thun, dove erano situati gli stabilimenti della EKW, in quel periodo vennero sviluppati i ricognitori biposto della serie DH, dal primo DH-1 al suo sviluppo finale, il DH-5. Häfeli rimase alla EKW fino al 1929 per poi trasferirsi alla Maschinenfabrik Vogt di Oberdiessbach.
Tra il 1933 ed il 1948 collaborò alla ricerca finalizzata allo studio di iniettori da utilizzare in motori e compressori.
Nel 1948 tornò a Thun dove aprì uno studio di consulenza.

## Velivoli progettati
(lista parziale)
|                     | Azienda costruttrice                           | Modello              | Anno | Tipo                  | Esemplari | Note                                                   |
| Germania (bandiera) | AGO Flugzeugwerke                              | AGO C.I              | 1915 | aereo da ricognizione | 24        | biplano, configurazione spingente doppia trave di coda |
| Germania (bandiera) | AGO Flugzeugwerke                              | AGO C.II             | 1915 | aereo da ricognizione | ?         | come C.I                                               |
| Germania (bandiera) | AGO Flugzeugwerke                              | AGO C.III            | 1916 | aereo da ricognizione | 1         | come C.II rimasto allo stadio di prototipo             |
| Germania (bandiera) | AGO Flugzeugwerke                              | AGO C.IV             | 1917 | aereo da ricognizione | 1         | biplano, configurazione traente                        |
| Svizzera (bandiera) | Eidgenössischen Konstruktionswerkstätten (EKW) | Häfeli DH-1          | 1916 | aereo da ricognizione | 6         |                                                        |
| Svizzera (bandiera) | Eidgenössischen Konstruktionswerkstätten (EKW) | Häfeli DH-2          | 1916 | aereo da ricognizione | 6         |                                                        |
| Svizzera (bandiera) | Eidgenössischen Konstruktionswerkstätten (EKW) | Häfeli DH-3          | 1917 | aereo da ricognizione | 110       |                                                        |
| Svizzera (bandiera) | Eidgenössischen Konstruktionswerkstätten (EKW) | Häfeli DH-4          | 1918 | aereo da caccia       | 1         | rimasto allo stadio di prototipo                       |
| Svizzera (bandiera) | Eidgenössischen Konstruktionswerkstätten (EKW) | Häfeli DH-5          | 1919 | aereo da ricognizione | 80        |                                                        |
| Svizzera (bandiera) | Eidgenössischen Konstruktionswerkstätten (EKW) | Militär-Apparat MA-7 | 1925 | aereo da caccia       | 1         | rimasto allo stadio di prototipo                       |